# 스탈링 방정식
스탈링 원리(Starling principle)는 혈액과 조직 사이의 세포외액 이동이 미세혈관 내부의 혈장과 외부의 간질액 사이의 유체 정지 압력(hydrostatic pressure, 정수압)과 콜로이드 삼투압의 차이에 의해 결정된다는 것이다. Starling이 사망한 지 수년 후에 제안된 스탈링 방정식(Starling equation)은 그 관계를 수학적 형태로 설명하며 많은 생물학적 및 비생물학적 반투막에 적용될 수 있다. 고전적인 스탈링 원리와 이를 설명하는 방정식은 최근 몇 년 동안 수정되고 확장되었다.

## 방정식

고전적인 Starling 모델의 다이어그램; 세동맥은 왼쪽에 빨간색으로 표시되고, 정맥은 오른쪽에 보라색으로 표시된다. 간질성 용질(주황색)의 농도는 세동맥으로부터의 거리에 비례하여 증가한다.

고전적인 Starling 방정식은 다음과 같다:
{\displaystyle \ J_{v}=L_{\mathrm {p} }S([P_{\mathrm {c} }-P_{\mathrm {i} }]-\sigma [\pi _{\mathrm {p} }-\pi _{\mathrm {i} }])}

## 같이 보기
- 순응도 (생리학)
- 수축기(systole)
- 간문맥압